# Георг III фон Верденберг-Зарганс
Георг III фон Верденберг-Зарганс (на немски: Georg III von Werdenberg-Sargans; * ок. 1430; † 12/15 март 1500) от род Верденберги е от 1459 г. до 1500 г. граф на Верденберг-Зарганс-Трохтелфинген, Зигмаринген и Феринген.

## Биография
Произлиза от рода на пфалцграфовете на Тюбинген. Той е най-големият син на граф Йохан III фон Верденберг-Зарганс († 1465) и съпругата му графиня Елизабет фон Вюртемберг († 1476), дъщеря на граф Еберхард III фон Вюртемберг и втората му съпруга Елизабет фон Хоенцолерн-Нюрнберг.
Брат е на Йохан II (IV) († 1486), епископ на Аугсбург (1469 – 1486), и Хуго XI (VII) фон Верденберг († 1508), граф на Верденберг-Зигмаринген.
Георг започва служба при маркграф Карл I фон Баден и през 1462 г. попада в плен заедно с него в битката при Зекенхайм. На 19 май 1464 г. той се жени за неговата дъщеря маркграфиня Катарина фон Баден, която е племенница на император Фридрих III.
Георг има добри отношения с „Равенсбургския търговски капитал“. Той е един от съветниците на император Фридрих III. Той помага на брат си Хуго (Хауг) при организацията на Швабския съюз. Около 1476 г. той е на служба на графа на Вюртемберг.
След смъртта му неговата собственост се поделя между тримата му синове. Те наследяват освен графството Хайлигенберг също графствата Зигмаринген и Феринген, но ок. 1534 г. фамилията измира по мъжка линия.

## Фамилия
Георг III фон Верденберг-Зарганс се сгодява на 15 февруари 1464 г. в Пфорцхайм и се жени пр. 19 май 1464 г. за маркграфиня Катарина фон Баден (* 15 януари 1449, † пр. 8 май 1484), най-голямата дъщеря на маркграф Карл I фон Баден (1427 – 1475) и съпругата му Катарина Австрийска (1420 – 1493), дъщеря на херцог Ернст Железни и по-малка сестра на император Фридрих III. Те имат осем деца:
- Йохан VI († 8 юли 1522), граф на Верденберг-Хайлигенберг-Трохтелфинген, женен за Катарина фон Гунделфинген (* пр. 1513; † сл. 1522), няма деца
- Феликс I († 12 юли 1530 в Аугсбург), граф на Верденберг, ректор на университет Фрайбург, женен на 18 май 1505 г. в Трир за наследничката Елизабет дьо Ньофшател (* ок. 1485; † 20 ноември 1533), няма наследници. Той е на военна и дворцова служба на императорите Максимилиан I и Карл V.
- Кристоф († 29 януари 1534 в Зигмаринген), граф на Верденберг, Зигмаринген, Хайлигенберг и др., женен I. на 3 март 1500 г. за Елеонора Гонзага († март 1512), дъщеря на маркграф Джанфранческо Гонзага от Мантуа († 1496), II. на 20 август 1526 г. за Йохана ван Витхем († сл. 19 август 1544), вдовица на граф Айтел Фридрих III фон Хоенцолерн (* 1494; † 15 януари 1525), III. за Ендле Гареле († пр. 1526), няма наследници
- Хуго X фон Верденберг
- Елизабет († 20 декември 1536), омъжена I. на 30 октомври 1485 г. за Шенк Еразмус фон Ербах-Ербах († 1 септември 1503), II. 1504 г. за Филип Ехтер фон Меспелбрун († 1549)
- Агнес († август 1541), омъжена на 1 юли 1483 г. за Кристоф I Шенк фон Лимпург, господар на Гайлдорф († 30 ноември 1515)
- Магдалена (* 1464; † 9 септември 1538), омъжена през май 1484 (1485) г. в Хага за граф Ян I (II) ван Егмонд, губернатор на Холандия (* 3 април 1438, † 21 август 1516)
- Урсула († сл. 1540)